# Golconda, Illinois
Golconda là một thành phố thuộc quận Pope, tiểu bang Illinois, Hoa Kỳ. Năm 2010, dân số của thành phố này là 668 người.

## Dân số
Dân số qua các năm:
- Năm 2000: 726 người.
- Năm 2010: 668 người.